# Soba-Banandjé
Soba-Banandjé est une localité du centre de la Côte d'Ivoire et appartenant au département de Séguéla, Région du Worodougou. La localité de Soba-Banandjé est un chef-lieu de commune.